# Iryna Kalimbet
Iryna Wolodymyriwna Kalimbet (ukrainisch Ірина Володимирівна Калімбет; * 29. Februar 1968 in Kiew), verheiratete Iryna Tichonowa, ist eine ehemalige sowjetische Ruderin, die 1988 eine olympische Silbermedaille gewann.

## Sportliche Karriere
Iryna Kalimbet gewann bei den Junioren-Weltmeisterschaften 1985 die Bronzemedaille mit dem sowjetischen Doppelvierer, 1986 belegte sie den zweiten Platz im Einer. Bei den Weltmeisterschaften 1987 in Kopenhagen erhielten Switlana Masij, Marina Schukowa, Iryna Kalimbet und Antonina Dumtschewa die Bronzemedaille im Doppelvierer hinter den Booten aus der DDR und aus Bulgarien. Bei den Olympischen Spielen in Seoul 1988 gewann der Doppelvierer aus der DDR mit über zwei Sekunden Vorsprung vor Iryna Kalimbet, Switlana Masij, Inna Frolowa und Antonina Dumtschewa, die im Ziel ihrerseits 0,34 Sekunden vor den drittplatzierten Rumäninnen lagen. 1989 fanden die Weltmeisterschaften in Bled statt, Natalia Kwasja, Marja Omeljanowitsch, Switlana Masij und Iryna Kalimbet gewannen die Silbermedaille hinter dem DDR-Doppelvierer. 
Die 1,86 m große Iryna Kalimbet ruderte für Dynamo Kiew.
Sie ist mit dem ehemaligen Ruderer Wassili Tichonow verheiratet.